# Bataille de Marion
Guerre de Sécession
Batailles
Raid de Stoneman :
Bataille de Marion - Seconde bataille de Saltville
La bataille de Marion est un engagement militaire entre les unités de l’armée de l'Union et de l'armée confédérée pendant la guerre de Sécession près de la ville de Marion en Virginie qui se déroule entre le 17 et le 18 décembre 1864. La bataille fait partie des opérations du major général de l'Union George Stoneman dans le Sud-ouest de la Virginie visant à détruire les infrastructures industrielles confédérées près de Saltville et de Marion. Les régiments de cavalerie et d'infanterie de l'Union, environ 4 500 soldats au total, quittent le Knoxville (Tennessee) le 10 décembre pour le Sud-Ouest de la Virginie.
Une force confédérée sous le commandement de John C. Breckinridge, qui totalise entre 1 200 et 1 500 fantassins et cavaliers, réussit à tenir des positions défensives durant deux jours dans et autour de la ville de Marion. Le premier jour, les attaques successives de l'Union sont défaites par des défenses confédérées bien coordonnées près d'un pont couvert à l'extérieur de Marion. Mais à la fin de la deuxième journée, la diminution des stocks de munitions contraint les forces confédérées à se retirer de la zone. Après des pertes approchant 300 victimes pour les deux côtés, les forces de l'Union procèdent à la destruction des mines de sel, d'ateliers métallurgiques et d'autres infrastructures confédérées de Marion et Saltville.

## Contexte
En 1864, la guerre civile américaine touche à sa fin. Avec la réélection d'Abraham Lincoln comme président de l'Union et la nomination du général Ulysses S. Grant comme commandant de l'armée de l'Union, la possibilité d'une victoire confédérée est progressivement réduite à néant. Le long de la côte Est, les forces de l'Union repoussent les forces confédérées du général Robert Lee avec leurs victoires successives à Wilderness et à Spotsylvania. Dans les Appalaches, William Tecumseh Sherman vainc les armées confédérées dans la vallée de Shenandoah. À mesure que les forces de l'Union se dirigent vers le sud, elles détruisent des parts importantes de l'infrastructure agricole confédérée. Alors que les forces de l'Union ont vaincu les armées confédérées dans le nord des États confédérés, le général William T. Sherman commence sa marche vers la mer, qui finit par détruire 20 % de la production agricole en Géorgie.
Alors que les forces de l'Union progressent vers le sud, les infrastructures de la région de Marion, située dans le Sud-Ouest de la Virginie sur la rivière Holston, entre Saltville et Wytheville, deviennent un de leurs objectifs majeurs. Marion est politiquement divisée, avec des citoyens se battant pour l'Union et d'autres pour la Confédération. L'emplacement de la ville dans une région montagneuse l'a protégé des grands combats jusqu'à l'hiver 1864. Mais en novembre 1864, George Stoneman, commandant en second du département de l'Ohio et responsable de toutes les unités de cavalerie de l'Union dans l'est du Tennessee, propose une expédition dans le Sud-Ouest de la Virginie pour perturber la production de provisions et détruire les infrastructures stratégiques de la Confédération. Cette opération reçoit l'aval du major-général John Schofield le 6 décembre 1864.

## Préparatifs et prélude
Les forces de l'Union se composent d'environ 4 500 hommes issus d'un grand nombre d'unités différentes, y compris de plusieurs unités qui ont participé à des raids à plus petite échelle dans le sud-ouest de la Virginie antérieurement dans le conflit. L'armée de l'Union est sous le commandement du major-général George Stoneman, du brigadier général Alvan Gillem et du brigadier général Stephen G. Burbridge. La majorité des forces confédérées qui étaient stationnées à Marion ont été transférées à l'armée de Virginie du Nord. Les forces confédérées alors fortement réduites comptent environ 1 500 hommes, sous le commandement du major-général John C. Breckinridge et du brigadier général Basil W. Duke.

### Forces de l'Union

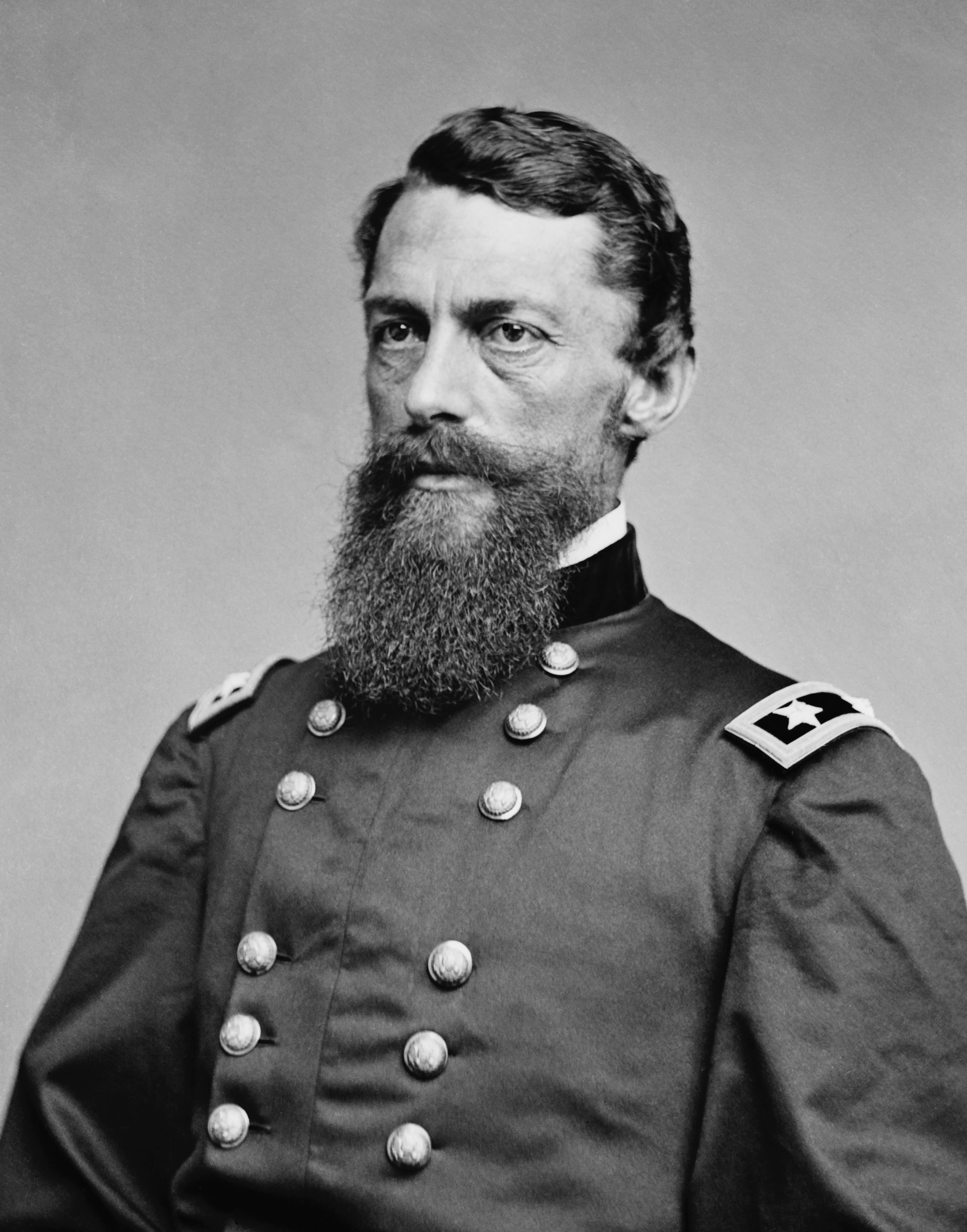
Le général George Stoneman, commandant les forces de l'Union.

Stoneman utilise des troupes sous le commandement des généraux Alvan Gillem et Stephen Burbridge, dont les 5e et 6e régiments de couleur américains de cavalerie, qui ont tous deux participé à la précédente tentative de destruction des salines lors de la première bataille de Saltville. Stoneman ordonne à Burbridge d'amener sa division de 4 200 hommes de cavalerie à travers le Cumberland Gap pour le rejoindre à Knoxville au Tennessee, où Gillem réorganise son propre commandement en une force de 1 500 hommes. Stoneman ne révèle les objectifs de l'expédition à ses subordonnés que trois jours après leur départ de Knoxville le 10 décembre,. Le 12 décembre, la force de Stoneman repousse la cavalerie du général confédérée Basil W. Duke à Rogersville au Tennessee. Les forces de l'Union défont à nouveau et dispersent les troupes confédérées le lendemain à Kingsport, au Tennessee. Là, Gillem capture 84 prisonniers, dont le colonel Richard C. Morgan et le ravitaillement de la brigade.
Le 14 décembre, les régiments de l'Union commencent à repousser la cavalerie de Duke vers Abingdon en Virginie. Le lendemain, Stoneman et sa cavalerie rejoignent un camp à Glade Spring, qui est à environ 21 km à l'ouest de Marion. Le 16 décembre, la cavalerie de Stoneman s'avance vers Marion, détruisant les infrastructures et les bâtiments publics sur leur passage.

### Forces confédérées

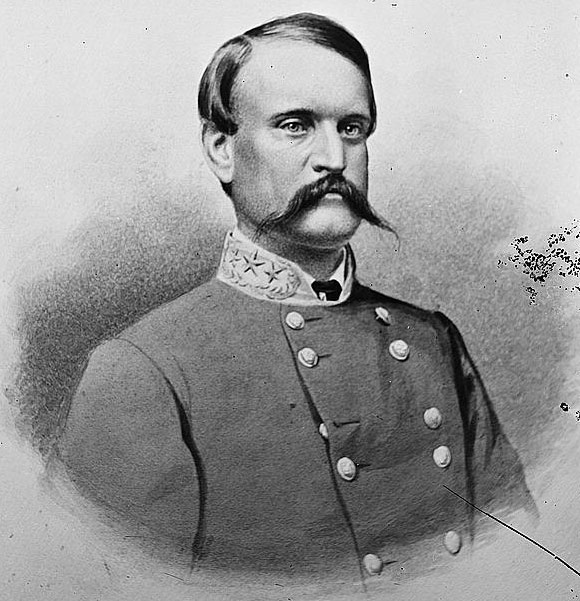
Le général John Cabell Breckinridge, commandant les forces confédérées.

Les forces confédérées sont sous le commandement du major-général John C. Breckinridge, ancien vice-président des États-Unis, et également candidat au poste de président des États-Unis en 1860. La plupart des compagnies ayant été transférées à l'armée de Virginie du Nord pour participer à la défense de Richmond, les forces de Breckinridge regroupent alors environ 1 000 soldats réguliers ainsi que de 500 miliciens en réserve. Elles se composent de la brigade du colonel Henry Giltner formée avec des soldats des 4e et 10e bataillons de cavalerie du Kentucky, du 11e Kentucky Mounted Rifles, plus tard rebaptisé 13e bataillon de cavalerie du Kentucky, et du 64e régiment d'infanterie montée de Virginie (en). Elles comprennent également la cavalerie du brigadier général Basil W. Duke, la cavalerie du brigadier général George B. Cosby (en) et le 34e bataillon de cavalerie de Virginia du colonel Vincent Witcher.
Dans la nuit du 18 décembre, Breckinridge et ses troupes quittent Saltville en Virginie, dans le but d'endiguer l'avance de Stoneman. Prenant les troupes régulières avec lui, Breckinridge laisse le colonel Robert Preston responsable des 500 hommes de la milice pour assurer la défense des mines de sel. Breckinridge envoie Witcher et ses hommes du 34e à l'avant de la force principale et leur ordonne de harceler les forces de l'Union. Vers 3 heures du matin, Breckinridge et sa petite compagnie commencent à traverser les Walkers Mountain. Au cours des derniers jours précédent la marche, des pluies torrentielles ont laissé les routes boueuses et rendu les déplacements difficiles. Vers 4 heures du matin, ils atteignent la route principale près de Seven Mile Ford en Virginie, où Breckinridge fait une halte afin d'attendre le jour et poursuivre sa route.

## La bataille

### Premier contact
Vers midi, le 17 décembre 1864, les hommes de Breckinridge montent à cheval et se dirigent vers Marion. Pendant ce temps, Stoneman envoie certains de ses régiments du Tennessee à Wytheville pour détruire toutes les installations de valeur. Stoneman envoie également deux régiments de cavalerie pour détruire les mines de plomb et les fonderies situées à environ 16 km de Wytheville.
Stoneman et Burbridge font route vers Marion quand ils rencontrent Witcher et ses hommes. Le régiment de Burbridge repousse facilement le petit régiment de Witcher, qui s'arrête juste pour pouvoir lancer une volée de tirs sur la cavalerie de l'Union. Witcher se replient ensuite vers Marion et envoie un message à Breckinridge afin que ce dernier les rejoigne à Marion.

### Premier jour

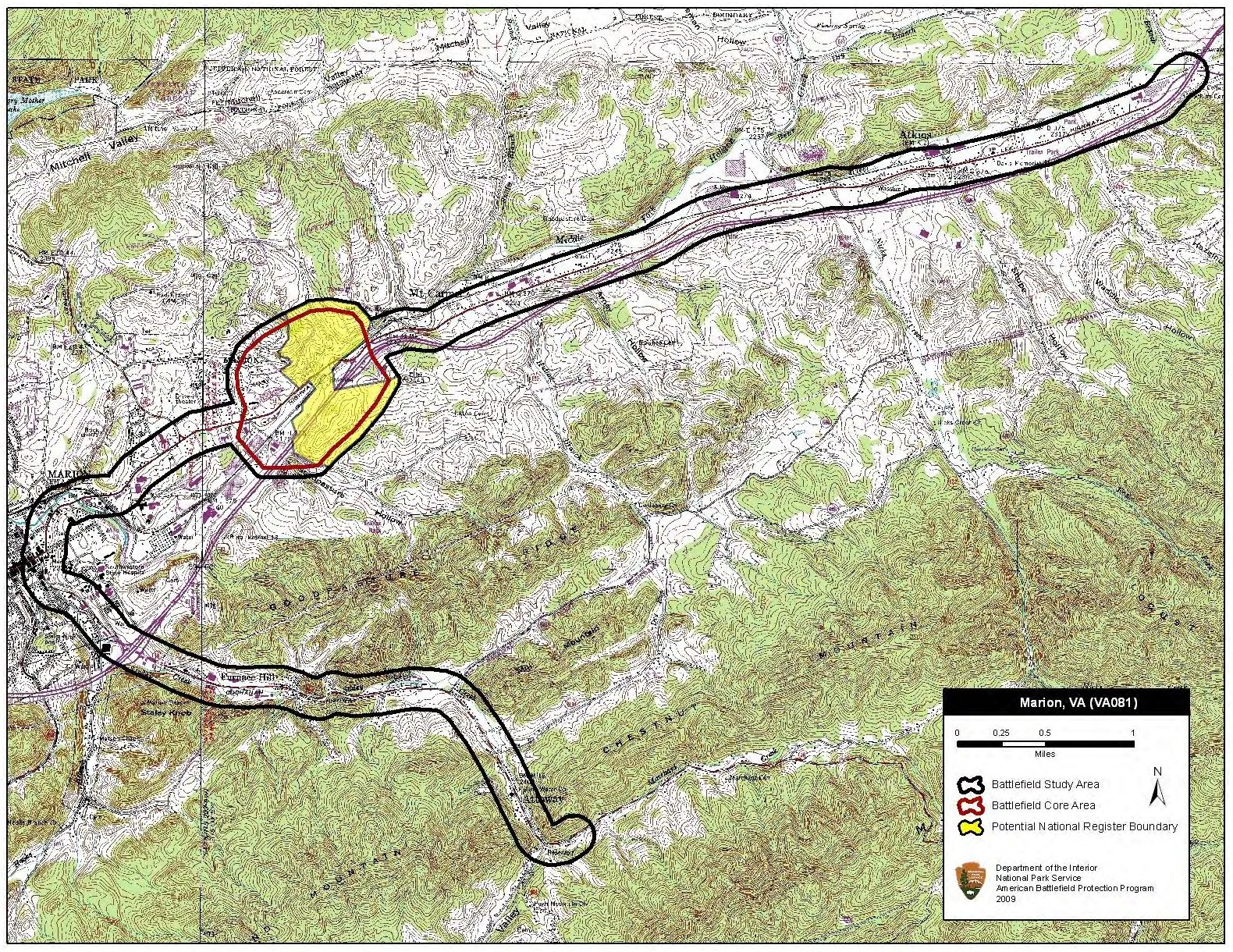
Carte du champ de bataille de Marion (American Battlefield Protection Program).

Le régiment de première ligne de Breckinridge est le 10e Kentucky Mounted Rifles, sous le commandement du colonel Benjamin Caudill. Les hommes de Caudill démontent afin de pouvoir tirer sur la cavalerie de l'Union, n'infligeant que peu de victimes. Alors que le reste des troupes de Breckinridge commence à arriver sur place, les soldats de Stoneman sécurisent des positions élevées surplombant la rivière. Breckinridge observe que ces collines sont les meilleures positions défensives de la zone. Il ordonne alors à ses régiments avancés d'éliminer les positions de l'Union sur les collines. Le reste de la brigade de Giltner prend également part à l'attaque, repoussant les soldats de l'Union et permettant aux forces confédérées de récupérer les positions défensives.
Après avoir perdu les positions élevées, Burbridge ordonne à ses propres forces de contre-attaquer les positions confédérées. Pendant que les régiments de l'Union avancent sur les collines, l'infanterie et la cavalerie confédérées infligent de lourdes pertes, ralentissant les progrès de Burbridge. Alors que les forces de l'Union continuent à attaquer la colline, le major Richard Page, commandant des escadrons d'artillerie confédérés à Marion, fait tirer sa batterie de canons Parrott de 10 livres afin de ralentir la charge de l'Union. Avec de lourdes pertes, et face à un feu nourri provenant de tous les côtés, les régiments de première ligne de Burbridge se replient.
Les officiers de l'Union réorganisent leurs régiments et reprennent l'attaque. Comme avec la charge précédente, la ligne confédérée tient, en repoussant ce qui reste des régiments de l'Union. Après avoir repoussé une dernière charge, les forces confédérées réussissent à maintenir leurs positions élevées tout au long du premier jour de combat. Pendant toute la nuit, Breckinridge ordonne à ses forces d'avancer et de construire de nouvelles barricades pour recevoir les attaques du lendemain. Ces nouvelles positions placent les armées adverses à moins de 140 mètres l'une de l'autre. Durant l'accalmie, des éléments des forces de l'Union reçoivent l'ordre de prendre position sur un pont couvert au-dessus de la rivière. Les attaques de l'Union ont été successivement défaites à la fin de ce premier jour par des défenses confédérées bien coordonnées près du pont couvert à l'extérieur de Marion 75 hommes prennent positions près du pont, alors que les deux parties se préparent à reprendre le combat le jour suivant.

### Second jour

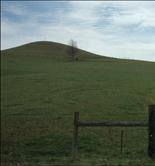
La colline où le général Stoneman a positionné son armée.

À l'aube, les forces de l'Union positionnées sur le pont ouvre le feu, harcelant les positions avancées confédérées. Alors que le brouillard du matin se lève, les régiments de Burbridge passe à l'attaque. Des colonnes de soldats de l'Union manœuvrent à travers les champs, encaissant de lourds tirs défensifs des forces confédérées de Breckinridge. Au fur et à mesure que la journée progresse, une combinaison de régiments de l'Union réussit à repousser le 4e régiment d'infanterie du Kentucky. Une contre-attaque confédérées, réussit cependant à reprendre les positions fortifiées.
Alors que la contre-attaque progresse, les forces de l'Union au pont encaissent la pression croissante du 4e régiment de Kentucky. Constatant que la position n'est pas suffisamment protégée, les soldats de l'Union tentent de se replier. Les forces confédérées, maintenant stationnées près du pont couvert, infligent de lourdes pertes aux forces en cours de retrait. Les quelques soldats de l'Union demeurés sur le pont, maintenant pris entre de multiples régiments confédérés, s'abstiennent d'attaquer. Les forces de l'Union tentent alors de percer vers le pont, mais les forces confédérées infligent d'autres pertes, forçant au repli de l'attaque.
À l'extrême droite, Duke est durement pressé par des colonnes de soldats de l'Union. Voyant cela, le colonel Giltner envoie son régiment pour renforcer la position de Duke. Avant même l'arrivée des renforts de Giltner, Duke et ses hommes contre-attaquent la ligne de l'Union, la forçant à se replier. Duke et Witcher combinent ensuite leurs forces et chargent le flanc gauche de l'Union, infligeant des dommages importants à un régiment de couleur de l'Union.
Ayant subi de lourdes pertes et perdu sa supériorité stratégique, Burbridge et ses hommes sont désorganisés. Les Confédérés ont réussi à tenir leurs positions, mais ils ont dépensé la plupart de leurs munitions pour ce faire. Chaque fantassin confédéré a tiré au moins soixante-quinze coups, certains tirant significativement plus. Les capacités de combat inattendues de la petite force confédérée ont temporairement laissé un répit aux mines de sel. Breckinridge ordonne alors à ses officiers de terrain d'inspecter les troupes et de rendre compte de leur l'état. Les munitions commencent à faire défaut ; chaque homme ne disposant plus que d'une dizaine de cartouches chacun. Avec leurs approvisionnements détruits par les troupes de Stoneman dans les villes de Wytheville et Abingdon, Breckinridge n'a que peu d'espoir d'être réapprovisionné ou renforcé dans un avenir proche. Et le nombre d'hommes blessés et tués est suffisamment conséquent pour qu'il estime ne plus pouvoir retenir les forces de l'Union sur ses lignes ; Breckinridge préfère donc se replier le 18 décembre,,,.

## Conséquences
Bien que les confédérés, largement surpassés en nombre, ont infligé de lourdes pertes et ralenti l'avance des troupes de l'Union sur Saltville, ils sont incapables de les arrêter. Trouvant leur propre chemin vers les défenses de Saltville bloquées, Breckinridge et ses hommes se retirent plus au sud, tandis qu'une compagnie de l'Union progresse vers la ville. Saltville tombe dans la nuit du 20 au 21 décembre et les forces de l'Union les détruisent les salines,.
Le sel a toujours été rare en Virginie et après que la destruction des mines de sel, il devient quasiment introuvable, empêchant les cantiniers de Lee de pouvoir préserver le peu de viande dont ils peuvent encore disposer et nourrir les hommes affamés dans les tranchées autour de Petersburg et de Richmond. De plus, les dommages causés aux mines de plomb près de Wytheville empêchent à ces dernières de contribuer pleinement à l'effort de guerre pendant près de trois mois,. De nombreux puits et sources d'eau ont également été pollués, ce qui perturbe également l'approvisionnement en eau. Beaucoup de locomotives de chemin de fer, de voitures, de dépôts et de ponts dans la région ont été détruits au-delà de toute réparation possible pendant la campagne de Stoneman,. Dans ses mémoires, Stoneman a écrit que ses troupes ont capturé 34 officiers et 845 hommes de troupe lors de l'attaque de Marion.

### Ouvrages
- (en) Shelby Foote, The Civil War : A Narrative (Vol. 3) Red River to Appomattox, Pimlico (UK), 1992, 1120 p. (ISBN 978-0-7126-9812-2).
- (en) Edward Guerrent, Diary of a Bluegrass Confederate, Louisiana State University Press, 1999, 736 p. (ISBN 0-8071-3058-3).
- (en) William Marvel, Southwest Virginia in the Civil War : The Battles for Saltville, H.E. Howard, 1992 (ISBN 978-1-56190-026-8).
- (en) Brian McKnight, Contested Borderland : The Civil War in Appalachian Kentucky and Virginia, University of Press, Kentucky, 2006, 328 p. (ISBN 978-0-8131-2389-9).
- (en) James M. McPherson, Battle Cry of Freedom : The Civil War Era, New York/Oxford, Oxford university press, 1988, 904 p. (ISBN 0-19-503863-0).
- (en) George Mosgrove, Kentucky Cavaliers in Dixie : Reminiscences of a Confederate Cavalryman, University of Nebraska Press, 1999, 320 p. (ISBN 978-0-8032-8253-7, présentation en ligne).
- (en) United States Department of War, The War of the Rebellion : A Compilation of the Official Records of the Union and Confederate Armies, vol. XLV (Pt. I), Government Printing Office, Washington, 1894, 1410 p. (lire en ligne).
- (en) Jeffery Weaver, 64th Virginia Infantry Regimental History, H. E. Howard, 1992 (ISBN 1-56190-041-9).

### Ressources numériques
- (en) « Henry Giltner's Report on the Battle of Marion » (consulté le 28 avril 2008).
- (en) « Battle of Marion », sur CWSAC Battle Summaries (consulté le 20 octobre 2015).
- (en) « Marion (VA081) », sur nps.gov (consulté le 20 octobre 2015).